# Redondilha
Redondilha é o nome dado, a partir do século XVI, aos versos de cinco ou sete sílabas — a chamada medida velha. Aos de cinco sílabas dá-se o nome de redondilha menor e aos de sete sílabas, de redondilha maior>
A redondilha foi muito utilizada pelos poetas do Cancioneiro Geral, de Garcia de Resende e por Camões. Atualmente a Literatura de cordel utiliza a redondilha maior como estrutura principal, em quase todos os esquemas estróficos.

## Ver
- Métrica (poesia)
- Ritmo no poema
- Literatura de cordel